# King Edward (pomme de terre)
Pour les articles homonymes, voir King Edward et Œil de perdrix.
La « 'King Edward' » (roi Édouard), connue en France sous le nom d‘'Œil de perdrix', est une variété de pomme de terre ancienne d'origine britannique, caractéristique par sa peau bicolore blanc et rose.
Comme de nombreuses variétés européennes et nord-américaines de pomme de terre, elle descend de la 'Rough Purple Chili' qui fut largement utilisée comme géniteur après la grande famine en Irlande des années 1840. La 'King Edward' est l'une des plus anciennes de ces variétés.

## Description
La pomme de terre 'King Edward' a une peau blanche panachée de rose. Elle est de forme générale ovale avec une chair à texture farineuse et des yeux superficiels.
La plante a un port dressé, avec de nombreuses tiges et de petites feuilles vertes. Les fleurs sont pourpres avec des pétales aux pointes blanches. 
Depuis son origine, cette variété avait toujours été décrite avec le bord des folioles ondulé. Or, lorsqu'on a réussi à la « régénérer », on a obtenu des folioles à bord droit, démontrant ainsi que le caractère ondulé était en fait le symptôme d'une affection virale (due au virus M).   

## Histoire
La variété 'King Edward' a été d'abord sélectionnée par un jardinier amateur du Northumberland (Angleterre), aidé par le hasard, et qui la nomma 'Fellside Hero'. Rebaptisée 'King Edward VII', elle fut acquise par un producteur du Yorkshire, puis passa ensuite entre les mains d'un certain John Butler de Scotter (Lincolnshire), qui la multiplia et la commercialisa en 1902 sous le nom de 'King Edward'. 
C'est l'une des plus anciennes variétés européennes encore cultivée. Cette variété qui connut un très grand succès commercial est l'une de premières pommes de terre modernes, par sa forme ovale et ses yeux superficiels, ses qualités culinaires, son rendement et sa précocité améliorés. C'est aussi l'une des dernières obtentions dues à un modeste jardinier amateur, resté anonyme dans le cas présent, avant que n'interviennent les sélectionneurs professionnels.  
Son introduction sur le marché britannique s'est produite la même année que le couronnement du roi Édouard VII et son nom lui aurait été attribué en souvenir de cet événement.

## Culture
La 'King Edward' fait l'objet de cultures commerciales en plein champ au Royaume-Uni où elle est traditionnellement plantée en avril et récoltée en septembre
Elle se cultive aussi dans les jardins familiaux et peut même être cultivée en pots, bien que des variétés plus petites et précoces soient préférables pour la culture en pot.
Dans l'idéal, la 'King Edwards' requiert un sol riche en humus (fumier de ferme ou compost) en complément d'engrais généraux. Il est également conseillé de l'irriguer abondamment pendant les périodes sèches.
Les distances de plantation dans une culture traditionnelle, à une profondeur de 10 centimètres, sont généralement les suivantes : 
dans les rangs de 30 à 40 cm ; entre les rangs de 70 à 80 cm.
Modérément résistante à la gale commune et à la gale poudreuse, cette variété présente aussi une certaine résistance au mildiou mais est sensible aux attaques de nématodes à kyste.
Son rendement n'est pas particulièrement important, mais on la cultive encore souvent pour sa texture farineuse et son goût.

## Utilisation en cuisine
La 'King Edward' peut se cuisiner de diverses manières et est appréciée pour sa texture légère et moelleuse, et pour cette raison elle est particulièrement recommandée pour la cuisson au four ou rôtie, bien qu'on puisse aussi la rissoler ou la cuire à la vapeur, ou même en faire des chips. Elle est considérée par la chef britannique, Delia Smith, comme la meilleure pomme de terre pour faire des gnocchis.